# Aslaug

Mårten Eskil Winge – Kráka – 1862

Aslaug (ve staré severštině Áslaug, též známá jako Aslög, Kráka nebo Kraba) je postava z norské mytologie. Objevuje se mimo jiné v legendě o Ragnaru Lodbrokovi jako jedna z jeho žen.

## Aslaug v legendách
Aslaug byla podle pověsti dcerou legendárního norského válečníka Sigurda a valkýry Brynhildy, byla avšak vychována svým pěstounským otcem Heimerem. Po smrti jejích rodičů se Heimer obával o její bezpečí, a tak vytvořil harfu tak velikou, aby se do ní děvče vešlo. Začal cestovat jako potulný hráč na harfu s Aslaug schovanou v harfě.

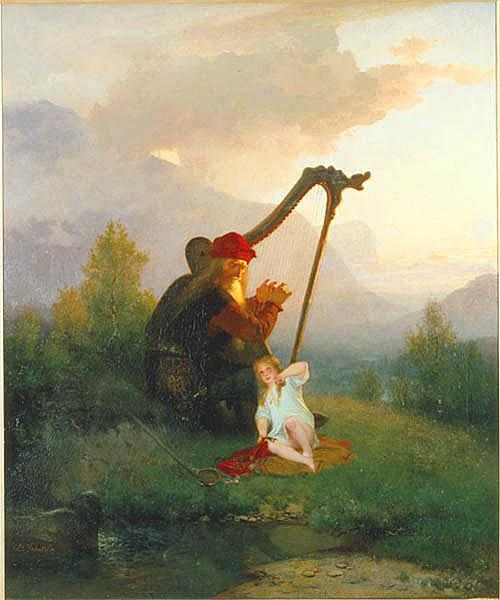
August Malmström - Král Heimer a Aslaug - 1856

Když doputovali do domu Ákeho a Grimy v Norsku, Áke si všiml, jak je harfa veliká a myslel si, že je plná cenných předmětů. Se svou ženou zavraždili Heimera, když spal. Jakmile ale otevřeli harfu a zjistili, že v ní je ukrytá dívka, vzali ji za svou a dali jí jméno Kráka ("vrána"). Její přirozenou krásu však schovávali.
Jednou, když se umývala v řece, ji zpozorovali muži Ragnara Lodbroka. Ti byli z její krásy úplně strnulí, a kvůli tomu připálili maso, které pekli. Když se jich na maso Ragnar vyptával, řekli mu o krásce, kterou zahlédli. Ragnar pro ni poslal, ale aby si ji otestoval, poručil jí přijít ani oblečená, ani neoblečená, ani hladová, ani najedená a ani samotná, ani se společností. Aslaug nad touto hádankou vyzrála, když přišla za Ragnarem oblečená v síti, kousajíc do cibule a pouze se psem jako společností. Ohromen jejím důvtipem a shledav ji jako moudrou společnici, ji požádal o ruku, avšak ona odmítala, dokud nedosáhl svých cílů v Norsku.
Poté, co se vzali, měli spolu strávit nějaký čas bez kojtusu podle tradice a Aslaug samotné. Ragnarův chtíč ho ale přemohl, a tak kvůli tomu Aslaug porodila syna, který se narodil dle legend bez chrupavky - Ivara Bezkostého.